# 磷酸甘油酸变位酶
磷酸甘油酸变位酶（英語：Phosphoglycerate mutase，PGM，EC 5.4.2.11）是一种催化3-磷酸甘油酸（3PG）转变为2-磷酸甘油酸（2PG）的酶，这个反应是糖酵解途径的第八步，其中间产物是2,3-二磷酸甘油酸（2,3BPG）反应式如下：
3PG + P-Enzyme → 2,3BPG + Enzyme → 2PG + P-Enzyme

ΔG°′=+1.1kcal/mol

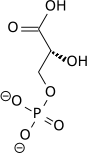
3PG
2,3BPG
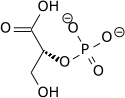
2PG

## 外部連結
- 醫學主題詞表（MeSH）：Phosphoglycerate+Mutase